# Brother Louie
"Brother Louie" é o primeiro single do terceiro álbum do duo alemão Modern Talking, Ready for Romance. É a quarta canção consecutiva a ter estado na primeira posição no ranking alemão, precedido de "You're My Heart, You're My Soul", "You Can Win If You Want" e "Cheri, Cheri Lady".
Foi lançada em 27 de janeiro de 1986, e conseguiu a primeira posição no ranking musical da Alemanha em 3 de março de 1986. O single esteve na primeira posição do ranking por quatro semanas, e na listagem em si por dezessete semanas. No Reino Unido, a canção esteve na quarta posição no ranking local, e recebeu um disco de prata pela venda de mais 250 mil cópias no país. "Brother Louie" recebeu um disco de prata também na França pela venda de mais de 250 mil cópias.
Em 1998, logo do reencontro do Modern Talking, uma reedição do single foi lançada, intitulada "Brother Louie '98". Lançada em um novo estilo musical, a canção também obteve êxito e recebeu na França um disco de ouro pela venda de mais de 250 mil cópias.

## Faixas

### Alemanha
12" Maxi Hansa 602157 - 1986
| Número | Título                                 | Duração |
| ------ | -------------------------------------- | ------- |
| 1.     | "Brother Louie" (Special Long Version) | 5:20    |
| 2.     | "Brother Louie" (Instrumental)         | 4:06    |

7" Single Hansa 107912 - 1986
| Número | Título                         | Duração |
| ------ | ------------------------------ | ------- |
| 1.     | "Brother Louie"                | 3:41    |
| 2.     | "Brother Louie" (Instrumental) | 4:06    |

### Reino Unido
12" Maxi RCA/Ariola International PT 40876 UK:AA - 1986
| Número | Título                                 | Duração |
| ------ | -------------------------------------- | ------- |
| 1.     | "Brother Louie" (Special Long Version) | 5:15    |
| 2.     | "Doctor For My Heart"                  | 3:16    |
| 3.     | "Brother Louie" (Instrumental)         | 4:06    |

7" RCA/Ariola International PB 40875 UK:AA - 1986
| Número | Título                         | Duração |
| ------ | ------------------------------ | ------- |
| 1.     | "Brother Louie"                | 3:41    |
| 2.     | "Brother Louie" (Instrumental) | 4:06    |

## Desempenho
| Classificação (1986)                                 | Melhor posição |
| ---------------------------------------------------- | -------------- |
| Áustria (Ö3 Austria Top 75)                          | 2              |
| Bélgica (VRT Top 30 Flanders)                        | 6              |
| França (SNEP)                                        | 6              |
| O campo songid é OBRIGATÓRIO PARA PARADA ALEMÃ       | 1              |
| Irlanda (IRMA)                                       | 2              |
| Itália (Musica e Dischi)                             | 32             |
| Países Baixos (Dutch Top 40)                         | 20             |
| Noruega (VG-lista)                                   | 8              |
| Espanha (AFYVE)                                      | 1              |
| Suécia (Sverigetopplistan)                           | 1              |
| Suíça (Schweizer Hitparade)                          | 2              |
| Reino Unido UK Singles (The Official Charts Company) | 4              |

## Brother Louie '98
"Brother Louie '98" é o segundo single do sétimo álbum do duo alemão Modern Talking, Back for Good, sendo também o segundo  após o retorno do duo, em 1998. É uma reedição da canção original "Brother Louie". Esta canção, assim como "You're My Heart, You're My Soul '98", teve a participação especial do rapper estadunidense Eric Singleton.
"Brother Louie '98" foi lançada na Alemanha e em outros países europeus em 20 de julho de 1998. Também esteve entre as 20 canções mais executadas na Áustria, entre as 10 mais na Suécia e entre os 5 singles mais executados na França.
Na França, "Brother Louie '98" recebeu um disco de ouro pela venda de mais de 250.000 cópias.

### Faixas
CD-Maxi Hansa 74321 59412 2 (BMG) / EAN 0743215941224 20.07.1998
| Número | Título                                     | Duração |
| ------ | ------------------------------------------ | ------- |
| 1.     | "Brother Louie '98" (Radio Edit)           | 3:23    |
| 2.     | "Brother Louie '98"                        | 3:35    |
| 3.     | "Brother Louie '98" (Extended Version)     | 4:11    |
| 4.     | "Cheri, Cheri Lady '98" (Extended Version) | 4:26    |

### Desempenho
| Classificação (1998)                           | Melhor posição |
| ---------------------------------------------- | -------------- |
| Áustria (Ö3 Austria Top 75)                    | 17             |
| Bélgica (Ultratop 50 da Valônia)               | 26             |
| França (SNEP)                                  | 2              |
| O campo songid é OBRIGATÓRIO PARA PARADA ALEMÃ | 16             |
| Países Baixos (Single Top 100)                 | 51             |
| Espanha (AFYVE)                                | 2              |
| Suécia (Sverigetopplistan)                     | 9              |
| Suíça (Schweizer Hitparade)                    | 21             |

## Brother Louie '99
"Brother Louie '99" é uma re-edição da canção original "Brother Louie" presente no sétimo álbum do duo alemão Modern Talking, Back for Good. Esta versão foi lançada somente no Reino Unido e possui trechos musicais não incluídos em "Brother Louie '98".

### Faixas
CD-Maxi Logic 74321 65390 2 (BMG) / EAN 0743216539024	1999
1. "Brother Louie '99" (DJ Cappiccio Radio Mix) - 3:54 (Dieter Bohlen)
2. "Brother Louie '99" (DJ Cappiccio Extended Mix) - 7:33 (Dieter Bohlen)
3. "Brother Louie '99" (Metro Club Mix) - 6:14 (Dieter Bohlen)

12" Logic LOUIE 1
1. "Brother Louie '99" (DJ Cappiccio 12" Mix) - 7:35 (Dieter Bohlen)
2. "Brother Louie '99" (DJ Cappiccio Radio Mix) - 3:54 (Dieter Bohlen)
3. "Brother Louie '99" (DJ Cappiccio Instrumental) - 7:34 (Dieter Bohlen)
4. "Brother Louie '99" (DJ Cappicio Acapella) - 6:47 (Dieter Bohlen)

2x12" Logic LOUIE 2
1. "Brother Louie '99" (Metro Club Mix) - 6:13 (Dieter Bohlen)
2. "Brother Louie '99" (Metro Radio Mix) - 3:48 (Dieter Bohlen)

1. "Brother Louie '99" (Paul Masterson Club Mix) - 6:39 (Dieter Bohlen)
2. "Brother Louie '99" (Paul Masterson Dub) - 6:26 (Dieter Bohlen)

## Re-gravações e remixes
"Brother Louie" foi regravada por Vanemõde (1987), Moymoy Palaboy (2009) e por Lian Ross (2014).
A canção foi remixada pela cantora indiana Alisha Chinai, em "Zooby Zooby" (1987); pelo italiano Francesco Napoli, em "Balla... Balla!" (1987); pelo alemão WestBam, em "Disco Deutschland" (1988); por Pate Ja Rykä, em "Takas Pelikentil" (2006); em Discofreakz "Brother Louie" (2007); e até mesmo ganhou uma versão em coreano interpretada na Coreia do Norte pela Pochonbo Electronic Ensemble.

## Videoclipe
O videoclipe de "Brother Louie" foi dirigido por Pit Weyrich e contém cenas do filme Once Upon a Time in America, paralelas a cenas dos integrantes dançando em meio a fãs.